# Fanfare for the Common Man
Fanfare for the Common Man (Fanfara per l'uomo comune), composto nel 1942 da Aaron Copland per commissione di Eugene Aynsley Goossens, è uno dei brani più popolari della musica americana del XX secolo. Questa fanfara è ispirata al jazz e al folclore statunitense.

## Descrizione

### Storia
Era il 17 dicembre 1941 quando, dopo l'attacco di Pearl Harbor, Eugene Aynsley Goossens commissionò un'opera di genere patriottico per l'entrata in guerra negli Stati Uniti. Nella sua autobiografia, Aaron Copland scrisse a proposito della sua richiesta: 
Un totale di 18 fanfare vennero scritte su commissione di Goossens; solo quella di Copland fa ancora parte del repertorio regolarmente eseguito.
Goossens aveva suggerito titoli come Fanfare for Soldiers (Fanfara per i soldati) e scrisse:
Copland prese in considerazione diversi titoli come Fanfare for a Solemn Ceremony (Fanfara per una cerimonia solenne) e Fanfare for Four Freedoms (Fanfara per le quattro libertà); tuttavia, con sorpresa di Goossens, intitolò il pezzo Fanfare for the Common Man. La sua prima esecuzione avvenne il 12 marzo 1943. Copland, in seguito, utilizzò la fanfara come parte iniziale del quarto movimento della sua Terza sinfonia, composta tra il 1946 e il 1968.

### Organico
Il brano è strumentato per un ensemble, articolato in due sezioni:
| ottoni - 4 corni in fa-si - 3 trombe in si bem. - 3 tromboni - 1 bassotuba | percussioni - timpani - grancassa - tam-tam |

### Cover (Lista parziale)
- Il brano è stato riarrangiato dal gruppo rock progressivo inglese Emerson, Lake & Palmer e inserito nel loro doppio album Works Volume 1 (1977), così come dai Rolling Stones che lo eseguivano negli anni settanta quando sono entrati in scena. Anche un disco pirata – bootleg – porta questo titolo.
- Gli Styx lo eseguì nel loro eponimo album di debutto, pubblicato nel 1972; il brano Movement for the Common Man utilizza un brevissimo estratto dal brano Fanfare for the Common Man e assomiglia, più o meno, all'originale.
- I Mannheim Steamroller hanno rifatto il brano per il loro album American Sprint (2003).
- Un altro gruppo inglese, gli Asia – formato, tra gli altri musicisti, dall'ex-batterista degli ELP Carl Palmer –, l'ha suonato in concerto e può essere trovato nel loro album dal vivo Fantasia - Live in Tokyo, (2007).
- Il 12 gennaio 2011, il brano ha aperto "Together We Thrive: Tucson and America", il servizio commemorativo per le vittime della sparatoria di Tucson del 2011.

### Nella cultura popolare
I dispositivi di regolazione dei motori di trazione delle vetture MR-73 della metropolitana di Montréal, riproducono casualmente le prime tre note di Fanfare for the Common Man.